# Trụ trì

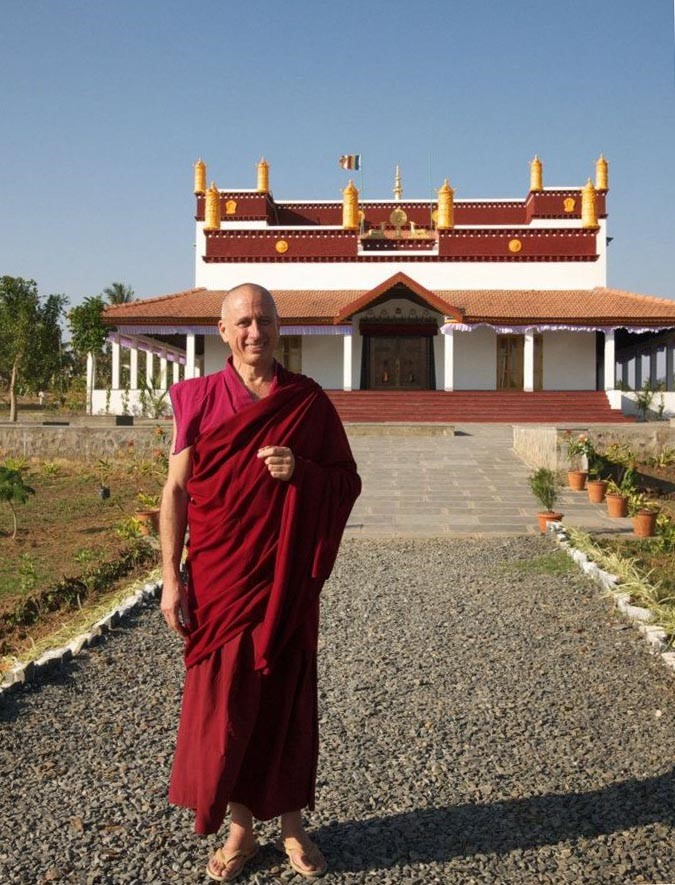
Một vị trụ trì Phật giáo ở Ấn Độ

Trụ trì  (tiếng Pali: Saṅghaṇāyaka, tiếng Trung Quốc: 住持/Zhùchí) là người đứng đầu một tu viện Phật giáo hoặc một ngôi chùa Phật giáo lớn. Trong các ni viện Phật giáo, ni cô giữ chức vụ tương đương được gọi là Ni trưởng.  Trụ trì là một tu sĩ (Bhikkhu) giữ chức vụ quản trị coi sóc, cai quản của một tu viện hoặc một ngôi chùa lớn. Nhiệm vụ coi sóc của một vị trụ trì hoặc ni trưởng bao gồm cả việc giám sát hoạt động hàng ngày của tu viện. Trụ trì hoặc ni trưởng cũng chịu trách nhiệm lãnh đạo tinh thần đối với các tu sĩ do họ phụ trách và được yêu cầu tiếp xúc với các trụ trì hoặc ni trưởng của các tu viện khác.
Trong các tu viện Thiền tông Trung Quốc, từ phổ biến để chỉ trụ trì là Phương trượng (方丈/Fāngzhàng). Một từ khác để chỉ trụ trì là '住持, tiếng Việt là trụ trì có nghĩa là "cư dân" và "người trụ lại". Các tăng ni thường được gọi là pháp sư (法師/Fǎshī) có nghĩa là "Pháp sư" hay Sư thầy dạy Phật pháp. Trong tiếng Hàn Quốc thì trụ trì được gọi là Juji (住持/주지). Tiếng Thái Lan thì gọi là Chaoawat (เจ้าอาวาส). Tiếng Tây Tạng thì gọi là Khenpo hay Khenchen. Ở các quốc gia nói tiếng Anh thì từ tiếng Anh “Abbot” được sử dụng thay vì tất cả các từ khác tồn tại trong ngôn ngữ của các quốc gia nơi Phật giáo đã có hoặc đã được thiết lập vững chắc trong lịch sử. 
Trong Phật giáo Nhật Bản, những từ được sử dụng phổ biến nhất để chỉ trụ trì của một ngôi chùa hoặc tu viện lớn là Jūji (住持), Jūjishoku (住持職), hoặc đơn giản là jūshoku (住職). Đôi khi từ Jishu (寺主) cũng được sử dụng, bắt nguồn từ từ tiếng Phạn Vihārasvāmin dùng để chỉ người giám sát vihāra có chứa bảo tháp. Ngôi chùa không có thầy tu được biểu thị bằng thuật ngữ mujū  (無住). Thuật ngữ  Oshō/和尚 có thể được phát âm theo nhiều cách, tùy thuộc vào truyền thống được đề cập. Nguồn gốc của nó là từ tiếng Phạn Upādhyāya ban đầu đề cập đến một người đã truyền giới cho người khác. Từ Hōin (法印) ban đầu là một danh hiệu được Nhật hoàng ban tặng cho một nhà sư. Từ Shōnin (上人) là danh hiệu tôn trọng người đã đạt được một mức độ giác ngộ nhất định. Từ Goin (御院) và Inke (院家) đề cập đến ngôi đền đúng nghĩa. 
Trong trường hợp bối cảnh Tịnh độ tông, vốn không nhấn mạnh đến kỷ luật mà thiên về cuộc sống tại gia, những từ chỉ sự trụ trì có xu hướng phản ánh thể chế hơn là người phụ trách. Ở vùng Kansai, Goingesan (ご院家さん), Goinsan (御院さん) và Goensan (ご縁さん) thường được sử dụng trong Jōdo Shinshū. Hōushu hoặc Hossu (法主) là danh hiệu được sử dụng dưới tay của Ekan Ikeguchi tại Saifuku-ji ở Kagoshima. Nó cũng được sử dụng trong Bảy ngôi đền đầu tiên của Jōdo-shū và Taiseki-ji của Nichiren Shōshū. Trong truyền thống Tendai, thuật ngữ Zasu 座主 là phổ biến. Trụ trì đôi khi còn được gọi là Yama no zasu (山の座主), có nghĩa là "Trụ trì của ngọn núi". Monzeki (門跡) là một thuật ngữ dành riêng cho các linh mục thuộc dòng dõi quý tộc hoặc hoàng gia, và vẫn được sử dụng cho đến ngày nay tại Daikaku-ji của Shingon và Hongan-ji của Jōdo Shinshū.